# Vương Thông Nhi
Vương Thông Nhi (giản thể: 王聪儿; phồn thể: 王聰兒; bính âm: Wáng Cōng'er, 1777 – 1798), không rõ nguyên quán, vợ góa của Tề Lâm, thủ lĩnh Bạch Liên giáo ở Tương Dương, Hồ Bắc , nên còn được gọi là Tề Vương thị hay Tề quả phụ. Bà thay chồng trở thành nữ thủ lĩnh khởi nghĩa Bạch Liên giáo phản kháng nhà Thanh.

## Cuộc đời và sự nghiệp
Vương Thông Nhi sớm mồi côi cha, học nghề tạp kỹ từ mẹ, thông thạo hết thảy các ngón cưỡi ngựa ném thừng, múa đao đánh gậy. Hai mẹ con mại võ kiếm sống, luân lạc khắp nam bắc. Đến Tương Dương, gặp gỡ và được giúp đỡ bởi thủ lĩnh Tề Lâm của Bạch Liên giáo ở đây, trở thành giáo đồ. Sau đó, hai người Vương, Tề kết làm vợ chồng, mượn nghề mại võ che đậy việc truyền giáo.
Thời Càn Long nhà Thanh, Hòa Thân lộng quyền, triều chính hủ bại, quan lại tham ô, địa chủ bức hại khiến cho nhân dân cùng khổ rên xiết. Bạch Liên giáo nhân đó phát triển mạnh mẽ, kinh động đến Càn Long. Hoàng đế bèn ra lệnh cho các tỉnh bắt bớ giáo đồ. Thủ lĩnh Bạch Liên giáo các nơi ngầm kêu gọi khởi nghĩa, vợ chồng Vương Thông Nhi - Tề Lâm cho rằng điều kiện khởi nghĩa đã chín muồi, dự định khởi sự vào tiết Nguyên Tiêu năm Gia Khánh đầu tiên (1796). Nhưng chưa kịp hành động thì tin tức bị tiết lậu, Tề Lâm cùng hơn 100 giáo đồ bị bắt và bị giết. Sau khi Tề Lâm mất, Vương Thông Nhi được đề cử thay thế chức vụ thủ lĩnh, tiếp tục trù bị kế hoạch khởi nghĩa.
Ngày 15/3 cùng năm, Vương Thông Nhi và đồ đệ của Tề Lâm là Diêu Chi Phú phát động khởi nghĩa vũ trang, nghĩa quân đề cử bà làm "tổng giáo sư", lực lượng phát triển lên đến 5 vạn người. Vương Thông Nhi chia quân làm 3 lộ, tiến đánh Hà Nam. Nghĩa quân không xếp thành đội ngũ, không chính diện nghênh chiến quan quân, không đi nơi bằng phẳng đường lớn, chia thành nhiều đội nhỏ không quá trăm người, lúc phân lúc hợp, chợt nam chợt bắc, mê hoặc quan quân rồi bất ngờ tập kích.
Năm thứ 2 (1797), nghĩa quân đến Tứ Xuyên hội sư với nghĩa quân ở đó, lực lượng phát triển lên đến 15 vạn người. Để tiện chỉ huy, nghĩa quân được chia làm 8 lộ, Vương Thông Nhi được đề cử làm Thống sư của cả tám lộ quân. Nhận thấy việc tiễu phạt không hiệu quả, Gia Khánh nổi giận, hạ chiếu trách mắng quan quân các nơi. Đại thần Minh Lượng bày ra kế "kiên bích thanh dã", lệnh cho địa chủ các nơi tổ chức các đoàn vũ trang; xây lũy dựng bảo, dồn dân chúng vào đó, ngăn trở sự giúp đỡ của quần chúng, khiến cho hoạt động của nghĩa quân ngày càng khó khăn.
Năm thứ 3 (1798), nhằm cởi bỏ vòng vây của quan quân ở Xuyên Bắc, Vương Thông Nhi soái 2 vạn nghĩa quân tấn công Tây An, nhưng thất bại. Minh Lượng khẩn trương đưa quan quân đuổi đánh, nghĩa quân trước sau đều có địch, tại ngã ba sông thuộc huyện Vân Tây bị bao vây trùng trùng.
Vương Thông Nhi đưa quân lui về Mao Sơn, nhận thấy không thể đột vây, bèn cùng Diêu Chi Phú nhảy khỏi vách núi tự sát, khi ấy được 22 tuổi.